# Šimon Jurovský
Šimon Jurovský (ur. 8 lutego 1912 w Uľance, zm. 8 listopada 1963 w Pradze) – słowacki kompozytor. 

## Życiorys
W latach 1931–1936 studiował w akademii muzycznej w Bratysławie, gdzie jego nauczycielami byli Alexander Moyzes (kompozycja) i Jozef Vincourek (dyrygentura). Od 1943 do 1944 roku przebywał w Wiedniu, gdzie odbył uzupełniające studia u Josepha Marxa. W latach 1940–1945 był pracownikiem redakcji muzycznej słowackiej rozgłośni radiowej w Bratysławie. Po 1945 roku działał jako organizator życia muzycznego, był dyrygentem zespołu pieśni i tańca SĽUK (Slovenský ľudový umelecký kolektív). Od 1956 do 1963 roku dyrygował orkiestrą Słowackiego Teatru Narodowego. W latach 1951–1954 pełnił funkcję sekretarza Związku Kompozytorów Słowackich. W swojej twórczości wykorzystywał nawiązania do słowackiego folkloru muzycznego.

## Wybrane kompozycje
(na podstawie materiałów źródłowych)

### Utwory orkiestrowe
- 2 suity (I 1939, II 1943)
- Serenada na orkiestrę smyczkową (1940)
- Indická suita (1942)
- poemat symfoniczny Začatá cesta (1948)
- scherzo symfoniczne Radostné súženie (1949)
- 2 symfonie (I Mírová na fortepian i orkiestrę smyczkową 1950, II Heroická na organy i orkiestrę 1960)
- Koncert wiolonczelowy (1953)
- Concertino na fortepian i orkiestrę smyczkową (1962)

### Utwory kameralne
- Kwartet na instrumenty dęte (1936)
- kwartet smyczkowy Melódie a dialógy (1944)
- Trio smyczkowe (1948)
- Variácie na ludovou pieseň na kwintet dęty (1948)
- Taniec koncertowy na fortepian (1960)

### Utwory wokalno-instrumentalne
- 3 uspávanky na sopran, fortepian, harfę i smyczki (1947)

### Opera
- Dcery Abelovy (1961)

### Balet
- Rytierska balada (1960)